# Eurocom (przedsiębiorstwo)
Eurocom – brytyjski producent gier komputerowych z siedzibą w Derby, działający w latach 1988–2012, specjalizujący się głównie w produkcjach na licencjach.

## Historia
Firma powstała w październiku 1988 r. z inicjatywy Mata i Iana Sneap, Tima Rogersa, Hugh Binns'a. Pierwszym tytułem przez nich stworzonym było Magician na platformę NES.
W październiku 2001 r. studio poinformowało, że w firmie pracuje ok. 150 osób.
W lutym 2003 r. THQ ogłosiło, iż wyda nową produkcję studia o roboczym tytule Sphinx, określając ją "najbardziej ambitnym projektem do tej pory". Gra zadebiutowała w listopadzie 2003 r. jako Sphinx and the Cursed Mummy
W trakcie swojej działalności studio stworzyło ponad 75 tytułów dla takich wydawców jak: Disney Interactive, Electronic Arts, Activision oraz Midway.
W listopadzie 2012 r. miały miejsce w firmie masowe zwolnienia, w ich wyniku z ponad 200-osobowego składu pozostało ok. 50, sama firma przerzuciła się na produkcję gier mobilnych. Decyzja ta została uzasadniona spadkiem sprzedaży gier na rynku konsolowym (ostatnie produkcje studia były tworzone wyłącznie na te platformy), co uniemożliwiło studiu zawarcie umów z wydawcami na stworzenie nowych gier; dodatkowo Harry Potter for Kinect oraz 007 Legends otrzymały w recenzjach średnie noty Ostatecznie w grudniu 2012 r. firma została zmuszona do ogłoszenia bankructwa.

## Wyprodukowane gry[5]
| Tytuł                                                               | Rok  | Wydawca                                                             | Platforma                                                                            | Uwagi |
| ------------------------------------------------------------------- | ---- | ------------------------------------------------------------------- | ------------------------------------------------------------------------------------ | --- |
| Magician                                                            | 1990 | Taxan USA                                                           | Nintendo Entertainment System                                                        | |
| James Bond Jr.                                                      | 1991 | GameTek; THQ                                                        | Nintendo Entertainment System                                                        | |
| Lethal Weapon                                                       | 1992 | Ocean Interactive                                                   | NES; Game Boy                                                                        | Gra na podstawie serii filmów Zabójcza broń                                                                                |
| Rod Land                                                            | 1992 | GameTek; Jaleco Sales Curve Interactive                             | Game Boy                                                                             | |
| Sensible Soccer                                                     | 1993 | Sony Imagesoft                                                      | Sega Game Gear                                                                       | Port na konsolę przenośną Segi.                                                                                            |
| Tesserae                                                            | 1993 | GameTek                                                             | Sega Game Gear; Game Boy; MS-DOS                                                     | |
| Family Feud                                                         | 1994 | GameTek                                                             | Sega Genesis; 3DO; MS-DOS                                                            | Gra na podstawie teleturnieju Family Feud (znanego w Polsce jako Familiada)                                                |
| Disney's The Jungle Book                                            | 1994 | Virgin Interactive                                                  | SNES; Game Boy; NES; Sega Genesis;                                                   | Prace nad portem na Segę Genesis/Mega Drive rozpoczęło amerykańskie Virgin Games, jednak prace nad nią dokończył Eurocom.  |
| Brutal: Paws of Fury                                                | 1994 | GameTek                                                             | Super Nintendo Entertainment System                                                  | |
| Stone Protectors                                                    | 1994 | Kemco                                                               | Super Nintendo Entertainment System                                                  | Gra na bazie linii zabawek o tej samej nazwie.                                                                             |
| Dino Dini's Soccer                                                  | 1994 | Virgin Interactive                                                  | Super Nintendo Entertainment System                                                  | Port gry Dino Dini's Goal na konsolę SNES                                                                                  |
| Tarzan: Lord of the Jungle                                          | 1994 | GameTek                                                             | Sega Game Gear; Game Boy                                                             | |
| Archer Maclean's Super Dropzone                                     | 1994 | Psygnosis                                                           | Super Nintendo Entertainment System                                                  | Port gry na konsolę SNES.                                                                                                  |
| Super Street Fighter 2 Turbo                                        | 1995 | GameTek                                                             | MS-DOS                                                                               | |
| Earthworm Jim                                                       | 1995 | Playmates Interactive Entertainment Virgin Interactive              | Sega Game Gear Game Boy                                                              | |
| Spot Goes To Hollywood                                              | 1995 | Virgin Interactive; Acclaim Entertainment                           | Sega Mega Drive                                                                      | |
| Ultimate Mortal Kombat 3                                            | 1996 | Midway Games; GT Interactive                                        | Sega Saturn                                                                          | |
| Maui Mallard in Cold Shadow                                         | 1996 | Nintendo; Disney Interactive                                        | Super Nintendo Entertainment System                                                  | |
| War Gods                                                            | 1997 | GT Interactive                                                      | Microsoft Windows                                                                    | |
| War Gods                                                            | 1997 | Midway Games                                                        | PlayStation; Nintendo 64                                                             | |
| Disney’s Hercules                                                   | 1997 | Disney Interactive                                                  | Microsoft Windows                                                                    | |
| Disney’s Hercules                                                   | 1997 | Virgin Interactive; Disney Interactive; Sony Computer Entertainment | PlayStation                                                                          | |
| Machine Hunter                                                      | 1997 | MGM Interactive; Eidos Interactive                                  | PlayStation; Microsoft Windows                                                       | Pierwotnie projekt nosił nazwę H.O.S.T., zaś planowana premiera na Windows 95 był październik 1996, na PSX wczesnym 1997 r |
| Duke Nukem 64                                                       | 1997 | GT Interactive                                                      | Nintendo 64                                                                          | |
| Cruis'n World                                                       | 1998 | Nintendo                                                            | Nintendo 64                                                                          | |
| Mortal Kombat 4                                                     | 1998 | Midway Games                                                        | PlayStation; Nintendo 64; Microsoft Windows                                          | Poprawiona wersja MK4 została wydana na Dreamcasta rok później pod nazwą Mortal Kombat Gold                                |
| Disney's Tarzan                                                     | 1999 | Activision; Disney Interactive                                      | Nintendo 64                                                                          | |
| Disney's Tarzan                                                     | 1999 | Sony Computer Entertainment; Disney Interactive                     | PlayStation                                                                          | Prace nad grą trwały 18 miesięcy/2 lata. Studio w trakcie produkcji ściśle współpracowało z Walt Disney Feature Animation. |
| Disney's Tarzan                                                     | 1999 | Disney Interactive                                                  | Microsoft Windows                                                                    | |
| Duke Nukem Zero Hour                                                | 1999 | GT Interactive                                                      | Nintendo 64                                                                          | |
| Hydro Thunder                                                       | 1999 | Midway Games                                                        | Dreamcast; Nintendo 64                                                               | |
| 40 Winks                                                            | 1999 | GT Interactive                                                      | PlayStation                                                                          | |
| NBA Showtime: NBA On NBC                                            | 1999 | Midway Games                                                        | PlayStation; Nintendo 64                                                             | |
| Who Wants To Be Millionaire: 2nd Edition                            | 2000 | THQ                                                                 | Game Boy Color                                                                       | |
| The World Is Not Enough                                             | 2000 | EA Games                                                            | Nintendo 64                                                                          | |
| Crash Bash                                                          | 2000 | Sony Computer Entertainment; Universal Interactive                  | PlayStation                                                                          | |
| NBA Hoopz                                                           | 2001 | Midway Games                                                        | PlayStation 2; Dreamcast; PlayStation                                                | |
| Disney's Atlantis: The Lost Empire                                  | 2001 | Disney Interactive, Sony Interactive Entertainment                  | PlayStation                                                                          | |
| Disney's Atlantis: The Lost Empire                                  | 2001 | THQ                                                                 | Game Boy Color                                                                       | |
| Crash Bandicoot: The Wrath of Cortex                                | 2002 | VU Games                                                            | GameCube                                                                             | |
| Harry Potter and the Chamber of Secrets                             | 2002 | EA Games                                                            | Xbox; GameCube; Game Boy Advance                                                     | Wersje na konsole stacjonarne tworzone we współpracy z EA UK                                                               |
| Rugrats: I Gotta Go Party                                           | 2002 | THQ                                                                 | Game Boy Advance                                                                     | |
| James Bond 007: Nightfire                                           | 2002 | EA Games                                                            | PlayStation 2; Xbox; GameCube                                                        | |
| Buffy the Vampire Slayer: Chaos Bleeds                              | 2003 | VU Games                                                            | PlayStation 2; Xbox; GameCube                                                        | Gra oparta na serialu Buffy: Postrach wampirów                                                                             |
| Sphinx and the Cursed Mummy                                         | 2003 | THQ                                                                 | PlayStation 2; Xbox; GameCube                                                        | |
| Athens 2004                                                         | 2004 | Sony Computer Entertainment Europe                                  | PlayStation 2                                                                        | Gra promująca Letnie Igrzyska Olimpijskie 2004                                                                             |
| Athens 2004                                                         | 2004 | Eidos Interactive                                                   | Microsoft Windows                                                                    | Gra promująca Letnie Igrzyska Olimpijskie 2004                                                                             |
| Spyro: A Hero's Tail                                                | 2004 | Sierra Entertainment                                                | PlayStation 2; Xbox; GameCube                                                        | |
| Robots                                                              | 2005 | Sierra Entertainment                                                | PlayStation 2; Xbox; GameCube; Microsoft Windows                                     | |
| Predator: Concrete Jungle                                           | 2005 | Sierra Entertainment                                                | PlayStation 2; Xbox                                                                  | |
| Batman Begins                                                       | 2005 | EA Games                                                            | PlayStation 2; Xbox; GameCube                                                        | |
| Ice Age 2: The Meltdown                                             | 2006 | Sierra Entertainment                                                | Wii; PlayStation 2; Xbox; GameCube; Microsoft Windows                                | |
| Pirates of the Caribbean: At World's End                            | 2007 | Buena Vista Games                                                   | PlayStation 3; Xbox 360; Wii; Microsoft Windows; PlayStation 2; PlayStation Portable | |
| Beijing 2008 – The Official Video Game of the Olympic Games         | 2008 | SEGA                                                                | PlayStation 3; Xbox 360; Microsoft Windows                                           | Gra promująca Letnie Igrzyska Olimpijskie 2008                                                                             |
| The Mummy: Tomb of the Dragon Emperor                               | 2008 | Sierra Entertainment                                                | Wii; PlayStation 2                                                                   | |
| Quantum of Solace                                                   | 2008 | Activision                                                          | PlayStation 2                                                                        | |
| Epoka lodowcowa 3: Era dinozaurów                                   | 2009 | Activision                                                          | PlayStation 3; Xbox 360; Wii; Microsoft Windows; PlayStation 2                       | Gradaptacja filmu o tym samym tytule.                                                                                      |
| Załoga G                                                            | 2009 | Disney Interactive Studios                                          | PlayStation 3; Xbox 360; Wii; Microsoft Windows; PlayStation 2                       | Gradaptacja filmu o tym samym tytule                                                                                       |
| Dead Space: Extraction                                              | 2009 | Electronic Arts                                                     | Wii                                                                                  | Pomoc przy produkcji Visceral Games.                                                                                       |
| Vancouver 2010: The Official Video Game of the Olympic Winter Games | 2010 | SEGA                                                                | PlayStation 3; Xbox 360; Microsoft Windows                                           | Gra promująca Zimowe Igrzyska Olimpijskie 2010                                                                             |
| GoldenEye                                                           | 2010 | Activision                                                          | Wii                                                                                  | |
| Rio                                                                 | 2011 | THQ                                                                 | PlayStation 3; Xbox 360; Wii                                                         | Gra na bazie filmu animowanego o tym samym tytule.                                                                         |
| GoldenEye Reloaded                                                  | 2011 | Activision                                                          | PlayStation 3; Xbox 360                                                              | |
| Disney Universe                                                     | 2011 | Disney Interactive Studios                                          | PlayStation 3; Xbox 360; Wii                                                         | |
| Harry Potter Kinect                                                 | 2012 | Warner Bros. Interactive Entertainment                              | Xbox 360                                                                             | |
| 007 Legends                                                         | 2012 | Activision                                                          | PlayStation 3; Xbox 360                                                              | |

## Anulowane gry[8]
- The Protector (Sony Computer Entertainment, 2008) – gra miała być tytułem ekskluzywnym na konsolę PS3;